# Craig Wesley
Dr Craig Wesley is een personage uit de soapserie Days of our Lives. De rol werd gespeeld door acteur Kevin Spirtas. Hij speelde aanvankelijk een gastrol in augustus 1998 en speelde de rol op contractbasis van 25 maart 1998 tot 2 mei 2003. In 2005 maakte hij nog enkele gastoptredens in februari, april, mei, juni en september.

## Personagebeschrijving
Craig kwam voor het eerst in beeld toen zijn oude klasgenoot Mike Horton en Carrie Brady op een congres in Los Angeles waren. Craig wilde altijd alles beter doen dan Mike. Hij was pas getrouwd met een zekere Missy. Mike en Carrie deden alsof ze een relatie hadden.
Meer dan een half jaar later verhuisde Craig naar Salem om hoofdarts te worden in het ziekenhuis. Later kwam zijn vrouw Nancy Wesley ook naar Salem (over Missy werd met geen woord gerept en Craig en Nancy schenen al jaren getrouwd te zijn). Nancy kwam campagne voeren voor haar man. Samen met Nancy deed hij er alles aan om Mike in een slecht daglicht te stellen. Nancy dreigde de hele tijd dat als hij geen hoofdarts werd ze van hem weg zou gaan en het geld van haar vader mee zou nemen. Uiteindelijk wordt Mike toch hoofdarts en na het feestje hiervoor zorgen Nancy en Craig ervoor dat Mike in een compromitterende positie wordt gevonden met een vrouw die hij niet kent.
Verpleegster Ali McIntyre is geobsedeerd door Mike na een kortstondige affaire die Mike verbrak vanwege zijn gevoelens voor Carrie. Craig en Nancy proberen Ali te overtuigen klacht in te dienen voor aanranding. Eind 1999 kiezen Carrie en Mike voor elkaar en verhuizen naar Israël. Craig wordt nu hoofdarts en beide personages worden vanaf nu goede mensen.
Nancy krijgt een telefoon uit een weeshuis en hoort dat haar dochter, Chloe Lane, die ze bij de geboorte afgestaan had voor adoptie in het weeshuis beland is. Nancy gaat naar daar, maar wil niets met Chloe te maken hebben tot ze haar hoort zingen. Nancy neemt haar mee naar huis en maakt Craig wijs dat ze de dochter is van een schoolvriendin en dat ze vroeger beloofd hadden aan elkaar dat als er hen iets zou overkomen ze voor elkaars kinderen zouden zorgen. Na een tijdje komt aan het licht dat Chloe de dochter is van Nancy. Ondanks druk van Craig en Chloe weigert Nancy te zeggen wie haar vader is. Hoewel Craig aanvankelijk niet blij was met Chloe bouwt hij al snel een band op met haar, terwijl Nancy niet met haar kan opschieten en stikjaloers is op Craig.
Uiteindelijk onthult Nancy dat ze op 16-jarige leeftijd verkracht werd door een zakenpartner van haar vader, dokter Frederick Sykes. Toen er leukemie werd vastgesteld bij Chloe had ze een beenmergtransplantatie nodig. Brady Black en Craig gingen op zoek naar Sykes en kwamen erachter dat hij niet de vader was van Chloe en na een test bleek dat Craig de vader was. Nancy had nu een enorm schuldgevoeld omdat ze vond dat Craig zoveel jaar verloren had met zijn dochter.
Om een geschikte donor te hebben voor Chloe besloten Craig en Nancy een nieuwe baby te krijgen. Ondanks gezondheidsproblemen volbracht Nancy de zwangerschap met succes. Toen de baby geboren was noemden ze haar Joy (vreugde), omdat ze vreugde in hun leven gebracht had. Terwijl Chloe herstellende was verhuisden Craig en Nancy naar New York in 2003.
Toen Chloe een auto-ongeluk kreeg was Craig er kapot van dat hij niet bij zijn dochter kon zijn. In 2005 bracht hij een paar bezoekjes aan Salem en hij zong op het huwelijk van Chloe en Brady.